# 后妃選納

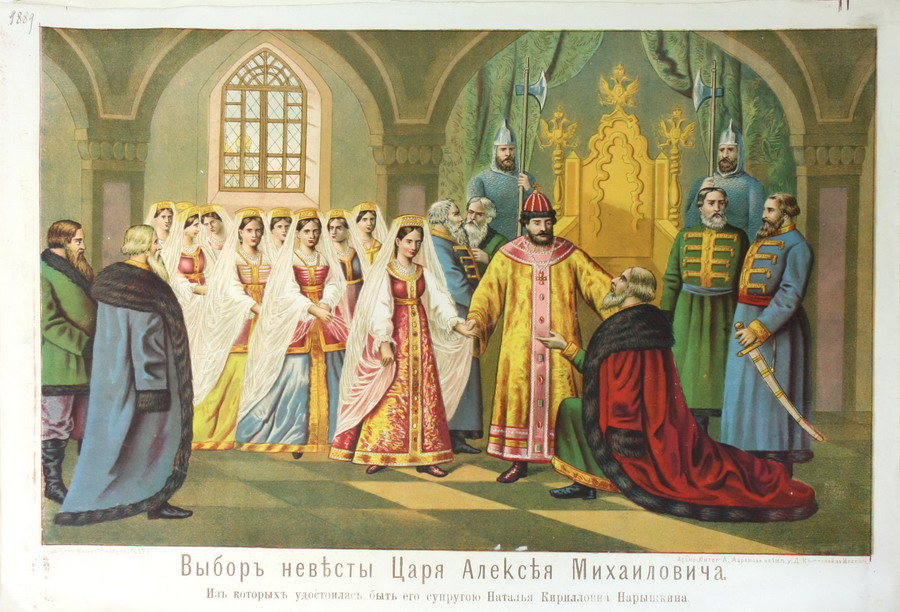
俄羅斯帝國沙皇阿列克谢·米哈伊洛维奇·罗曼诺夫從多名少女中挑選皇后

后妃選納，常稱為選妃，是指實行君主制國家中為男性皇室成員挑選多名符合一定條件的女性作為皇室配偶候選，再從中選出優秀者作為君主或其他男性皇族之配偶（如皇后、妃嬪、皇太子妃、王妃等）的制度。其中實行一夫多妻制國家中的君主選妃又稱後宮揀擇。選妃一般有一定的家世、年齡、外貌、德行等要求，有些還要求必須為處女。
現代的君主制國家的王室中，有些仍然實行包辦婚姻制度，或君主、王室等有權單方面決定王室配偶人選，而非由君主或男性王族與女性通過自由戀愛結合，因此仍有后妃選納制度，但女性通常是自願參選。即使一些國家容許皇室成員自由戀愛，但仍對嫁入皇室的女性仍有一定的要求，即使雙方情投意合，有意結婚，女方背景仍需通過一定審查方可獲得批准嫁入皇室，亦是一種篩選。有時也會為未有戀愛對象的男性皇族挑選符合特定標準的女性與男性皇族相親，再由男女雙方自行決定是否有進一步發展。
此外有些國家雖然沒有官方特為選妃而設的制度或活動，但君主或皇族會在一些有眾多女性參加的大型節日慶典中選出配偶，這些活動也常被視為選妃活動。例如斯威士蘭的傳統節日蘆葦節，傳統上有大量未婚少女參加慶典，並於公眾場合赤祼上身跳舞，每年國王也會觀看，並經常會從中選出一名少女為妃，但實際上此節慶為並非專為選妃而設。
有些后妃選納活動是強制全國所有合乎條件的女性參加，被選中者不得拒絕出嫁，屬於強逼婚姻的一種；這種情況下的選妃舉行前，政府往往會頒令禁婚。亦有些是合資格的女性自願或由家長作主報名參選。此外，君主或其他男性皇族未必親自去挑選妻妾，有些會授權他人代為挑選，有些則由長輩甚至權臣作主，本人無權自行選擇配偶。

## 東亞

### 中國
中國古代的皇帝選妃一般是派官員到民間挑選良家未婚處女進入後宮，再從中選取妃嬪。中国有记载的选妃活动，始于东汉，范围在首都洛阳的乡间。有些朝代在選妃前還會頒下禁婚令，禁止民間嫁娶。如晉武帝在泰始年间开始大规模选妃。先禁止民间嫁娶，派出宦官“乘使车，给驺骑，驰传州郡，召充选者使后拣择”。
1950年代起，中华人民共和国政府在中国大陆确立了一夫一妻的婚姻制度。但此后，陆续兴起的秘密结社政权并自立为君的领袖们多有效法古代皇帝“广选妃嫔”之事。

### 朝鮮
在朝鮮半島的朝鮮王朝初期，世子嬪、良娣以及國王嬪御皆是從良家處女中選出，稱為揀擇，後來選妃範圍限於兩班家之嫡女。選妃前先頒令禁婚，再派官員至八道選出合乎指定年齡的處女，進宮由國王挑選。

### 日本
日本古代至二戰前的后妃皆選自皇族或貴族，因此並無大規模的選妃。平安時代的后妃候選人都是由貴族推薦，每逢大嘗祭和新嘗祭後，貴族家的女兒都會在天皇面前跳舞，觀察她們的舞技、器量、言語、樣貌等，從中選出嬪妃。嬪妃位階則決定於其父的官位。由於平安時代中期興起攝關政治，藤原北家以外戚身份把持朝政，皇后、中宮及高級妃嬪除皇族出身外，多選自藤原北家。
近代以降由於容許民女成為皇太子妃，故亦有選妃制度。候選女性由宮內廳審查和淘汰，對象必須為純粹的日本人、有一定水平的才智和素养、亲属中無犯罪紀錄等，一般挑選名門閨秀或財閥女兒為候選人，再安排相親。但皇太子亦可以提出讓自己心儀的女性納入候選人，然而之後仍要經過多重關卡才可成功嫁入皇室。如日本天皇明仁的皇后正田美智子，在明仁仍為皇太子時已和明仁交往，明仁欲迎娶美智子為妃，提出把美智子納入為太子妃候選人，但遭到皇室反對，經過東宮教育掛小泉信三的多次斡旋，美智子才得以成為太子妃。現任天皇德仁在與皇后小和田雅子交往前也曾一度提出兩位心儀女性為太子妃候選，但都被宮內廳審查後淘汰。

## 東南亞
汶萊王室傳統中，儲妃是由王儲在一屋處女中挑選出來。

## 歐洲
古代歐洲各國經常互相聯姻，因此王儲選妃或未婚國王選后的人選一般是其他歐洲國家的公主，並要求她們為處女。大部份歐洲王室近現代才開放讓國王迎娶較低階的貴族女性或民女為妻。但直至20世紀後期仍有些歐洲國家仍然持續要求儲妃為處女的傳統。例如英國王儲查理斯王子本來屬意娶卡米拉·帕克-鮑爾斯為妻，但因為卡米拉當時已非處女，不被王室接受。於是查理斯王子就與英女王屬意且為處女的戴安娜成婚。近年情況已有改變，將來有機會繼承王位的威廉王子欲迎娶凱薩琳·米德爾頓為妻時，已經很少人會關心她是否處女。
拜占庭帝國和俄羅斯帝國為較早接受非王族或貴族為皇后的國家，此兩國有一種稱為新娘選秀的選后制度，是派使者到民間采選未婚少女，再從中選出一批容貌可愛，身材均稱，頭部和腳部大小適中的少女，由皇帝、沙皇或皇太后從中選出最美者為皇后人選。這種制度可追溯至第三羅馬，之後見於拜占庭帝國，後傳至俄羅斯帝國。在俄羅斯帝國，所有未婚少女皆需參選，拒絕者將被視為對沙皇不敬，少女本人及其父母亦會遭受處分。開始時參選的少女要先面見貴族，由貴族選出身材高䠷、貌美、健康的少女，更重要的條件是家中生養眾多，這才可以令皇室子孫昌盛。出身、家世等則並非考慮條件。達到一定條件的少女會再作篩選，篩選至一定數量後再由穩婆檢驗，確保她們是處女和具備生育能力，最後皇帝、沙皇或皇太后從中挑選一位成為皇后。

## 中東
據《舊約聖經》中《以斯帖記》的描述，波斯帝國的君主亞哈隨魯（薛西斯一世）把元配王后瓦實提廢掉之後欲選納新后，於是差遣使臣遍訪全國127個行省，招選最美貌的處女到書珊城，經過一番美容工夫之後才帶入宮中覲見君主。結果選了猶太人以斯帖為新后。
在現代伊朗，國王的王后候選人由王太后挑選，再於王室宴會中讓國王與她見面。

## 非洲
非洲斯威士蘭王國傳統，國王會冊封多位后妃。先迎娶兩位王后，第一位王后必須選自馬策布拉氏，第二位則必須選自莫察氏。兩位王后由國會議員決定人選。王后在國家禮儀場合有特定職責，但她們所生的王子不能繼承王位。立后之後，傳統上國王會再從全國各氏族選妃以鞏固王室和各氏族的關係，此外亦可隨意納民女為妃。由於每年的傳統節日蘆葦節慶典上都有不少來自全國各地的處女參加，因此國王常在此時遴選妃嬪。被選中的民女必須進入國王所安排的離宮為秀女，否則會被追捕。一直到秀女懷孕，國王才會舉行婚禮，正式納她為妃。

## 「選妃」一詞的比喻用法
現代於中文裡常以「選妃」一詞比喻男子在眾多欲得到其青睞的女性中選擇伴侶，尤其指該男子的社會地位和經濟能力又較那些「候選」的女性高的情況，而且不一定指選擇戀愛或結婚對象，還包括性交易對象。